# اولین عشق محدود
اولین عشق محدود (初恋限定. Hatsukoi Rimiteddo.) همچنین تحت عنوان هاتسوکُویی ریمیتِدو شناخته می‌شود، یک مجموعه شونن مانگا کمدی رمانتیک ژاپنی است که توسط میزوکی کاواشیتا نوشته و مصورسازی شده‌است. این مانگا توسط شوئیشا در مجله مانگا شونن جامپ از اکتبر ۲۰۰۷ تا مه ۲۰۰۸ در چهار جلد محدود به صورت مجموعه جمع‌آوری شده‌است. این مجموعه زندگی عاشقانهٔ هشت دختر دبیرستانی و راهنمایی را به تصویر می‌کشد. یک مجموعه تلویزیونی انیمه ۱۲ قسمتی نیز توسط استودیو جی.سی. استاف بر پایه نسخه مانگا دستمایه اقتباس قرار گرفت که از ۱۱ آوریل تا ۲۷ ژوئن ۲۰۱۷ در ژاپن پخش شد.

## داستان
داستان در مورد هشت دختر در مدرسه راهنمایی و دبیرستان، به علاوهٔ همکلاسی‌های خود و بستگان است. هر قسمت روی یکی از شخصیت‌ها تمرکز دارد. این داستان در هم تنیده و در نهایت به یک داستان اصلی که شامل بسیاری از بازیگران است، منجر شود. یک مجموعه مربوط به داستان در هم تنیده در مورد «عشق اول» چندین دانش‌آموز راهنمایی و دبیرستانی است.